# Kanton Brénod
Kanton Brénod (fr. Canton de Brénod) byl francouzský kanton v departementu Ain v regionu Rhône-Alpes. Skládal se z 12 obcí. Zrušen byl po reformě kantonů 2014.

## Obce kantonu
- Brénod
- Champdor
- Chevillard
- Condamine
- Corcelles
- Le Grand-Abergement
- Hotonnes
- Izenave
- Lantenay
- Outriaz
- Le Petit-Abergement
- Vieu-d'Izenave